# Interstate 76 (west)
I-76 (west) eller Interstate 76 (west) är en amerikansk väg, Interstate Highway, i Colorado och Nebraska.